# TFIIH-Helikase XPB
Die TFIIH-Helikase XPB ist das Enzym im Zellkern von Eukaryoten, das als Teil des Transkriptionsfaktors IIH (TFIIH) die Öffnung des DNA-Doppelstrangs katalysiert, nachdem der Präinitiationskomplex zusammengebaut wurde. Dieser Reaktionsschritt ist Teil der Initiation der Transkription aller eukaryotischen Gene. Außerdem spielt XPB eine ganz ähnliche Rolle bei der DNA-Reparatur. Mutationen im menschlichen ERCC3-Gen, das für XPB codiert, können zur seltenen Erbkrankheit Xeroderma pigmentosum Typ B führen, bei der das Risiko für Hautkrebs 2000fach erhöht ist, oder zum Tay-Syndrom, einer seltenen Ichthyose.
Die Öffnung des Doppelstrangs verbraucht ein Molekül ATP und umspannt die Basen von −10 bis +2 bezüglich des Genanfangs. Unterstützt wird sie durch Entdrillung der DNA (sogenanntes negatives Supercoiling) mithilfe von TFIIE. An der DNA-Reparatur nimmt außerdem die XPD-Helikase teil. Die geöffnete DNA wird in beiden Fällen als DNA-Blase bezeichnet.
Ein zu XPB orthologes Protein wurde in Archaeen gefunden. Das gefundene XPB weist wie das eukaryotische in vitro keine Helikase-Aktivität auf. Für das Protein wird eine Funktion bei der DNA-Reparatur vermutet.
XPB und XPD bilden einen Teil der Verteidigung der Zelle gegen retrovirale Infektionen, einer Laborstudie nach. Eine chinesische Studie fand, dass eine Kombination bestimmter XPB- und XPD-Varianten das Lungenkrebsrisiko erhöhte.

## Weiterführende Literatur
- Beck BD, Hah DS, Lee SH: XPB and XPD between transcription and DNA repair. In: Adv. Exp. Med. Biol. 637. Jahrgang, 2008, S. 39–46, PMID 19181109.
- Coin F, Oksenych V, Egly JM: Distinct roles for the XPB/p52 and XPD/p44 subcomplexes of TFIIH in damaged DNA opening during nucleotide excision repair. In: Mol. Cell. 26. Jahrgang, Nr. 2, April 2007, S. 245–56, doi:10.1016/j.molcel.2007.03.009, PMID 17466626.
- Hu GM, Liu LM, Zhang JX, et al.: The role of XPB in cell apoptosis and viability and its relationship with p53, p21(waf1/cip1) and c-myc in hepatoma cells. In: Dig Liver Dis. 38. Jahrgang, Nr. 10, Oktober 2006, S. 755–61, doi:10.1016/j.dld.2006.06.009, PMID 16914395.